# Wormsporig wasbekertje
Het wormsporig wasbekertje (Orbilia aurantiorubra) is een schimmel behorend tot de familie Orbiliaceae. Het leeft saprotroof in groepjes op dood verterend loofhout. 

## Kenmerken
Het heeft fel oranjerode apothecia en de sporen zijn smal traanvormige sporenlichamen. De asci meten 52–70 × 4,5–5,3 µm. De ascosporen variëren tussen (7,5–)8 tot 14,5(–16) × 1,1 tot 1,8 µm en hebben sporenlichamen tussen (1,8–)2,5 tot 4,5(–5,5) × (0,5–)0,7 tot 1,1(–1,3) µm. De parafysen hebben een lengte van 14 tot 30 µm en een breedte van 2,5 tot 4 µm.

## Verspreiding
Deze soort kan tegen uitdroging en komt het hele jaar door voor verschillende substraten in gematigde, continentale tot Atlantische gebieden van Europa en West-Afrika (zelden in de Middellandse Zee gebieden), tussen 0–1650 meter. Het wormsporig wasbekertje komt zeer zeldzaam voor in Nederland.